# 塔儿浑
孛脱灰·塔儿浑（?—?），13世纪初卫拉特蒙古豁里·秃马惕部落首领。歹都忽勒·莎豁儿之妻。
秃马惕部的那颜歹都忽勒·莎豁儿归降成吉思汗，他去世后，妻子塔儿浑管领秃马惕部的百姓。成吉思汗派八邻部贵族豁儿赤到秃马惕部选取三十个美女为妻。以前已投降成吉思汗的秃马惕部百姓造反了，把豁儿赤那颜抓起来。1217年，成吉思汗又派斡亦剌部首领忽都合别乞前去了解情况，忽都合也被擒住。成吉思汗于是命大将博尔忽出征豁里·秃马惕部落。博尔忽被秃马惕部擒杀。成吉思汗大怒，想亲自出征，被博尔术、木华黎二人劝止住了。成吉思汗于是委派朵儿边氏人朵儿伯·多黑申前去，朵儿伯·多黑申亲自率领大军沿着野牛走的路行进，开辟道路，登上山顶。趁秃马惕百姓举行宴会的机会，大军忽然从山上冲入，将他们俘虏。成吉思汗把一百个秃马惕人赐给了博尔忽的家属。豁儿赤取得了三十个女子。塔儿浑被赐给了忽都合别乞，秃麻人众和居地也被斡亦剌部所并。